# Петросимония
Петросимония (лат. Petrosimonia) — род растений семейства Амарантовые (Amaranthaceae), распространённый в Евразии.
Род назван в честь немецкого естествоиспытателя Петра Симона Палласа.

## Ботаническое описание
Однолетние травянистые растения-эфемеры. Стебель сильно разветвлённый. Листья очерёдные или супротивные, сидячие, линейные, вальковатые или полувальковатые, основания расширенные, верхушки острые или заострённые.
Цветки обоеполые, одиночные, пазушные, с прицветником и 2 лодочковидными прицветничками. Околоцветник плёнчатый, свободный, листочков (1) 2—5, от узкояйцевидно-ланцетных до эллиптических. Тычинок 1—5; нити плоские; пыльники крупные, продолговатые или стреловидные, выставляющиеся из околоцветника, с придатками. Завязь овальная или яйцевидная, сжатая. Плод вертикальный; околоплодник плёнчатый, тонкий, голый и гладкий, не срастается с семенем. Семя вертикальное, шаровидное или округлое, сжатое, без перисперма; семенная кожура плёнчатая; зародыш спиральный.

## Виды
Род включает 12 видов:
- Petrosimonia brachiata (Pall.) Bunge — Петросимония короткая
- Petrosimonia brachyphylla (Bunge) Iljin — Петросимония коротколистная
- Petrosimonia glauca Bunge — Петросимония сизая
- Petrosimonia glaucescens (Bunge) Iljin — Петросимония сизоватая
- Petrosimonia hirsutissima (Bunge) Iljin ex Pavlov — Петросимония жестковолосая
- Petrosimonia litwinowii Korsh. — Петросимония Литвинова
- Petrosimonia monandra (Pall.) Bunge typus — Петросимония однотычинковая
- Petrosimonia nigdeensis Aellen
- Petrosimonia oppositifolia (Pall.) Litv. — Петросимония супротивнолистная
- Petrosimonia sibirica (Pall.) Bunge — Петросимония сибирская
- Petrosimonia squarrosa (Schrenk) Bunge — Петросимония растопыренная
- Petrosimonia triandra (Schrank) Rech. — Петросимония трёхтычинковая